# Konrad Wagner (Fußballspieler)
Konrad Wagner (* 25. September 1932; † 25. November 1996) war ein deutscher Fußballspieler. Für die BSG Fortschritt Meerane sowie den SC Wismut Karl-Marx-Stadt bzw. die BSG Wismut Aue spielte er in der DDR-Oberliga. Mit den Wismut-Mannschaften wurde er dreimal DDR-Meister und gewann einmal den DDR-Fußballpokal.

## Sportliche Laufbahn

### Gemeinschafts- und Clubstationen
Konrad Wagner kam im Frühjahr 1955 von der BSG Fortschritt Meerane, bei der er in der Saison 1954/55 bereits zwölf Spiele in der Oberliga, der höchsten Spielklasse des DDR-Fußballs, absolviert hatte, zum Vorzeigeclub der SV Wismut, dem SC Wismut Karl-Marx-Stadt. Dort spielte er anfangs nur in der Reservemannschaft. Am 19. Juni 1955 debütierte er in der 1. Mannschaft, da drei etatmäßige Stürmer ausgefallen waren, im Leipziger Bruno-Plache-Stadion dann sofort in einem Highlight-Spiel. Trainer Karl Dittes setzte ihn aufgrund der Verletzungssorgen im Angriff der Wismut-Elf im FDGB-Pokalfinale 1954/55 gegen den SC Empor Rostock als Rechtsaußen ein. Der 3:2-Sieg der Wismut-Elf stellte, wenige Monate nach dem Wagner mit Meerane aus dem ostdeutschen Oberhaus abgestiegen war, den ersten Titel im Männerbereich für ihn dar. Seine ersten Oberligapunktspiele bestritt er in der Saison 1956, in der er sich mit 19 Punktspielen und zwei Toren seine nächsten Titel, die DDR-Meisterschaft, holte. Insgesamt gewann Wagner mit den Titeln von 1957 und 1959 dreimal die DDR-Meisterschaft. Wagner spielte für den SC Wismut Karl-Marx-Stadt, später umgewandelt in die BSG Wismut Aue, bis 1967 in der Oberliga, kam auf 228 Punktspieleinsätze und erzielte insgesamt 12 Tore. Außerdem wurde er in 12 Europapokalspielen der Wismut-Mannschaft eingesetzt (2 Tore). Von seiner früheren Stürmerposition wurde er im Laufe seiner Karriere zum Abwehrspieler umfunktioniert. Seine Spezialität waren raffinierte Freistöße von der Strafraumgrenze aus.
Sein letztes Oberligaspiel für Wismut Aue absolvierte Konrad Wagner am 16. September 1967 beim FC Karl-Marx-Stadt (0:5). Die restliche Saison 1967/68 bestritt er in der Reservemannschaft. Am 1. Juni 1968 wurde er vor dem Meisterschaftsspiel gegen den 1. FC Magdeburg feierlich verabschiedet. Seine Laufbahn ließ er bei der Kreisklassenmannschaft der BSG Motor in Penig, wo er als Zehnjähriger mit dem Fußballspiel angefangen hatte, als Spielertrainer ausklingen. In seiner beruflichen Laufbahn war er zum Bauingenieur ausgebildet worden.

### Auswahleinsätze
Für die DDR-A-Nationalelf bestritt Wagner zwischen 1959 und 1963 vier Länderspiele. 1963 stand er in den beiden Ausscheidungsbegegnungen der DDR-Olympiamannschaft gegen die bundesdeutsche Amateurauswahl (3:0, 1:2) auf dem Feld sowie zuvor in einer Testpartie gegen Bulgarien, die gleichzeitig als A-Länderspiel gewertet wurde. An den Olympischen Spielen 1964 in Tokio nahm er jedoch nicht teil, da er in den Vorbereitungsspielen von Manfred Geisler und Klaus-Dieter Seehaus verdrängt wurde.